# Kino-Prawda
Kino-Prawda (czasem Kinoprawda, ros. Кино-Правда) – cykl radzieckich kronik filmowych o charakterze propagandowym i informacyjnym, realizowanych przez zespół Dzigi Wiertowa, wyświetlanych w kinach co miesiąc (z przerwami) od czerwca 1922 do 1925 roku. Zrealizowano w sumie 23 numery Kino-Prawdy, a każdy numer składał się z dwóch do trzech części, poruszających bieżące tematy. Jej nazwa została zaczerpnięta z tytułu założonej przez Lenina gazety „Prawda”.
Tworząc Kino-Prawdę Wiertow pierwszy raz oparł się na pojawiającej się w jego manifestach teorii kino-oka, mówiącej że ludzkie oko jest niedoskonałe, a obiektyw kamery jest obiektywnym i nieomylnym źródłem poznania rzeczywistości.
Do nazwy Kino-Prawda nawiązali w latach sześćdziesiątych francuscy dokumentaliści nurtu cinéma vérité, na których w znacznym stopniu wywarły wpływ koncepcje i metody Wiertowa.

## Styl i technika
Charakterystyczną cechą Kino-Prawdy było zastosowanie przez Wiertowa rozmaitych chwytów technicznych: podwójnej ekspozycji, animacji poklatkowej, zdjęć przyspieszonych, podzielonego kadru. Jednym z założeń teorii kino-oka było podniesienie rangi efektów specjalnych, które według Wiertowa pomagały lepiej komentować rzeczywistość i propagować ideologię.